# Шевар ибн Муджир
Шавар ибн Муджир ас-Сади (араб. شاور بن مجير السعدي, Shāwar ibn Mujīr al-Saʿdī; ум. 18 января 1169) — Великий визирь (1162—1163; 1164—1169) и фактический правитель Египта при халифе аль-Адиде. Борьба за власть в Фатимидском халифате, с которой тесно был связан Шавар, привела к утверждению в Египте власти Салах ад-Дина.

## Биография
В середине XII века Фатимидский халифат приходил в упадок. Несмотря на то, что официально главой государства продолжал оставаться халиф, фактическая власть в халифате была сосредоточена в руках визиря. После убийства визиря аль-Афдаля Шаханшаха в 1121 году Египет стал объектом внутренней политической борьбы. С 1121 по 1162 год семь визирей сменяли друг друга, и шесть из них были убиты.
В 1150-е годы в течение пяти лет Шавар был фатимидским правителем Верхнего Египта.
В декабре 1162 года визирь аль-Адиль Руззик ибн Талаи был свергнут. Шавар принял титул визиря и командующего армией. После прихода к власти он поспешил уничтожить своего предшественника и всю его семью и присвоить себе их золото, их драгоценности и их дворцы. Жадность Шавара и членов его семьи, занявших ключевые посты в государстве, была крайне непопулярна даже среди его офицеров, и после менее чем девяти месяцев правления, новый визирь был сам свергнут одним из своих подручных, неким Дирхамом ибн Амиром, которого он назначил великим камергером. Своевременно предупреждённый, Шавар сумел покинуть Египет и бежал в Сирию, где пытался заручиться поддержкой амира Дамаска Нур ад-Дина Занги, чтобы вернуть себе власть. Шевар обещал оплатить все расходы на экспедицию, признать правителя Халеба и Дамаска своим сюзереном и отправлять ему каждый год треть государственных доходов.
Смутами и неразберихой воспользовался король Иерусалима Амори I. Под предлогом того, что египтяне не выплатили ему дань, причитающуюся по договору 1160 года, он, пройдя через Синайский полуостров по побережью Средиземного моря, предпринял попытку осадить Бильбейс. Из-за наводнения попытка провалилась, однако Нур ад-Дин, до этого избегавший вмешиваться в дела халифата, теперь, опасаясь возможной экспансии крестоносцев, уступил просьбе Шавара вернуть его к власти и в апреле 1164 года направил в Египет Асад ад-Дина Ширкуха, брата Наджм ад-Дина Айюба. 24 апреля Ширхук захватил Бильбейс и 1 мая разбил свой лагерь около Каира. Застигнутый врасплох Дирхам, сменивший Шавара на посту визиря, не сумел организовать оборону. Всеми покинутый, он был свергнут и убит, пытаясь бежать.
Шавар был официально восстановлен в должности. Однако, придя к власти, он отказался выплатить обещанное вознаграждение и потребовал, чтобы Ширхук немедленно покинул Египет. Разгневанный Ширхук отказался подчиниться. Видя такую решительность, Шавар, не питавший никакого доверия к собственной армии, направил посольство в Иерусалим, чтобы попросить помощи у Амори I. В июле 1164 года армия франков отправилась к Синаю второй раз. Ширкух немедленно покинул окрестности Каира и занял оборону в Бильбейсе. Опасаясь поражения отряда Ширхука, Нур ад-Дин предпринял масштабное наступление на Антиохийское княжество и атаковал крепость Харим, около Антиохии. Крестоносцы были разбиты, и это известие коренным образом изменило ход сражения в Египте. Осенью 1164 года Амори I и Ширхук заключили перемирие и покинули Египет.
Последующие два с половиной года Ширхук, побуждаемый жаждой мести, убеждал Нур ад-Дина предпринять новый поход на Египет. Опасаясь новой сирийской экспедиции, Шавар заключил договор о взаимопомощи с Амори I. Узнав об этом, Нур ад-Дин разрешил своему помощнику осуществить новую вооружённую интервенцию на случай франкского вмешательства в Египте. Приготовления к новой экспедиции напугали Шавара, и он стал настаивать, чтобы Амори I прислал ему войска. Король Иерусалима и Ширкух во главе своих войск прибыли в Египет почти одновременно в начале января 1167 года. Однако на этот раз Ширкух обогнул Каир с юга, переправился через Нил, и направился на север. Шавар и Амори I, ждавшие сирийцев с востока, с удивлением обнаружили их на западе, в районе пирамид Гизы. Король Амори I, не доверявший Шавару, заключил с фатимидским халифом аль-Адидом официальный союз и выступил против Ширхука.
Ширкух, делая вид, что отступает, увёл за собой войска крестоносцев на расстояние более чем недельного марша от Каира, затем остановиться и 18—19 марта 1167 года у местечка Эль-Бабин дал королю бой. Армия крестоносцев была окружена, а самому Амори I удалось бежать в Каир. Затем Ширкух без труда овладел Александрией и, оставив командование городом Салах ад-Дину, быстро направился в Верхний Египет. В июне 1167 года он осадил Кус, организовал крестьянское восстание против Шавара и, собрав войско из вооружённых крестьян, подступил к Каиру. Дальнейшие переговоры между Амори и Ширкухом привели к соглашению, по которому осада Александрии была снята и в августе 1167 года войска Амори и Ширкуха вновь одновременно покинули Египет.
В течение следующего года в Египте росло недовольство условиями каирско-иерусалимского союза. За спиной Шавара начался обмен посланиями между Каиром и Халебом. В этой ситуации в октябре 1168 года Амори I двинул свои войска на завоевание Египта. Захватив Бильбейс, крестоносцы устроили жуткую резню, без всякого повода истребив всё население города, не взирая на возраст, пол и вероисповедание. После этого иерусалимские войска двинулись на Каир. По приближении захватчиков, Шавар приказал поджечь старый Каир, а жителей переселить в новую часть города. Халиф аль-Адид послал Нур ад-Дину Занги письмо с призывом о помощи. Ширкух в сопровождении Салах ад-Дина выступил в новый египетский поход. Узнав об этом, 2 января 1169 года Амори повернул назад в Палестину. В начале января 1169 года Ширкух прибыл в Каир, где был радостно встречен населением и фатимидской знатью. Ширкух сразу же явился к халифу аль-Адиду, который принял его с великими почестями. 18 января Шавар был взят Салах ад-Дином под стражу, затем Салах ад-Дин собственноручно убил его с письменного одобрения халифа, которому была отправлена отрубленная голова Шавара.